# Marihatag
Marihatag é um município de  terceira classe de renda municipal (d) na província Surigao do Sul, nas Filipinas. De acordo com o censo de 1 de maio  de  2020 possui uma população de 19 441 pessoas e 4 411 domicílios.